# Street Fighter X Mega Man
Street Fighter X Mega Man est un jeu d'action-plates-formes créé par Seow Zong Hui, un développeur et fan singapourien. Le jeu est au départ amateur, mais reçoit par la suite le soutien de la part de Capcom qui participe au développement et distribue le jeu en téléchargement sur le site officiel Capcom-Unity. Il s'agit d'un crossover mélangeant l'univers de Mega Man et l'univers de Street Fighter. Le jeu est réalisé en hommage au vingt-cinquième anniversaire des deux séries il s'inspire. Le jeu reçoit un accueil plutôt mitigé, avec quelques critiques récurrentes relatives à l'absence d'une fonctionnalité de sauvegarde et de quelques bugs. En réponse à ces critiques, une mise à jour est publiée le 28 janvier 2013 intitulée Street Fighter X Mega Man V2, qui rajoute en l'occurrence cette sauvegarde via mot de passe et d'autres corrections,,,.

## Système de jeu
Le système de jeu est semblable aux jeux Mega Man de la série originale. En effet, le joueur peut marcher, tirer, faire des glissades au sol et récupérer le pouvoir du boss de fin de niveau.